# Херата-Ача
Херата-Ача — пресноводное озеро на севере Красноярского края России, располагается на полуострове Таймыр, на границе Северо-Сибирской низменности и гор Бырранга, примерно в 198 километрах северо-северо-восточнее села Хатанга, к северо-западу от озера Сырутатурку и к юго-западу от озера Нойутотурку.
Зеркало озера расположено на высоте 92,6 метров над уровнем моря. Площадь озера — 24,2 км². Площадь водосбора составляет 99,9 км². Имеет вытянутую форму, длина около 8,7 км, максимальная ширина в северной части — 3,3 км.
В озеро впадает река Петля и несколько ручьёв. На юго-востоке вытекает река Сырутаямутарида, относящаяся к бассейну Большой Балахни. Берега холмистые (в северо-восточной части возвышается холм высотой 155 м), покрытые тундрово-болотной растительностью. Берега сложены термокарстовыми породами. Преимущественный тип питания снего-дождевой.